# 吳八月
吴八月（1729年—1796年），清朝湖南乾州厅（今吉首市）平陇人，苗族。
早年习武，颇有名声。乾隆六十年（1795年）正月，吴八月与贵州松桃厅石柳邓、永绥厅石三保、凤凰厅吴天半等先后起事反清，声称“逐客民，复故地，打到黄河去，不到黄河心不甘。” 在永绥雅酉合兵首战告捷，攻克乾州厅城，围攻凤凰厅城，拿下麻阳、辰溪、泸溪等县。乾隆帝派云贵总督福康安、四川总督和琳和四川将军观成、总督福宁等率兵镇压。三月廿四，因为吴八月自称吴三桂转世，被各路苗军推为吴王。吴八月封石柳邓为开国将军，石三保为护围将军，吴半生为翻天将军，石乜妹为超男将军。十一月初三，因内奸向清军告密，吴八月被擒。次年三月廿五，被凌迟处死。